# Tom Atkins
Tom Atkins (Pittsburgh, Pennsylvania, 13 de Novembro de 1935) é um ator de Cinema norte-americano[carece de fontes?].

## Carreira
Tom Atkins é um ator muito conhecido por interpretar diversos papeis de policiais.
Participou de filmes famosos como Halloween III - A Noite das Bruxas, A Bruma Assassina, Fuga de Nova York, Maniac Cop - O Exterminador, Creepshow - Show de Horrores e Máquina Mortífera.
Porem seu rosto é mais conhecido por haver atuado no papel de Ray Cameron no filme A Noite dos Arrepios.  
Embora seus trabalhos como ator sejam como coadjuvante/secundário, seu rosto é bastante conhecido por ter participado em vários filmes dos cineastas John Carpenter, William Lustig e George A. Romero. 
Embora tenha estado inativo por alguns anos no Cinema e somente trabalhando em séries na Televisão, recentemente voltou ao Cinema em 2009, no filme de Patrick Lussier, Dia dos Namorados Macabro. 

## Filmografia Parcial
- 2011 - Fúria Sobre Rodas (Drive Angry)
- 2009 - Dia dos Namorados Macabro (My Bloody Valentine)
- 2001 - Turn of Faith
- 2000 - A Máscara do Terror (Bruiser)
- 1996 - O Preço da Perfeição - A História de Ellen Hart Pena (Dying to Be Perfect: The Ellen Hart Pena Story)
- 1993 - Zona de Perigo (Striking Distance)
- 1992 - Bob Roberts
- 1990 - Dois Olhos Satânicos (Due occhi diabolici)
- 1988 - Maniac Cop - O Exterminador (Maniac Cop)
- 1987 - Máquina Mortífera (Lethal Weapon)
- 1986 - A Noite dos Arrepios (Night of the Creeps)
- 1985 - Juventude Perdida / Terror nas Sombras (The New Kids)
- 1984 - Terror nas Sombras (The New Kids)
- 1983 - Halloween III - A Noite das Bruxas (Halloween III: Season of the Witch)
- 1982 - Skeezer
- 1982 - Vidas Desesperadas (Desesperate Lives)
- 1982 - Creepshow - Show de Horrores (Creepshow)
- 1981 - Fuga de Nova York (Escape from New York)
- 1980 - A Bruma Assassina (The Fog)
- 1977 - Tarântulas (Tarantulas: The Deadly Cargo) (Telefilme)
- 1970 - O Corujão E A Gatinha (The Owl And The Pussycat)
- 1968 - O Crime Sem Perdão (The Detective)

## Séries de TV
- 2004 - The Jury - episódio - Mail Order Mystery como Boyd Kingman.
- 2003 - Law & Order: Criminal Intent – episódio - Cold Comfort como Mr. Monahan.
- 2003 - Oz – Sonata da Oz (2003) – episódio - See No Evil, Hear No Evil, Smell No Evil como Mayor Wilson Lowen.
- 1996 - Xena: Warrior Princess – episódio - Ties That Bind como Atrius.
- 1993 - Walker, Texas Ranger – episódio - Night of the Gladiator como Wade Cantrell.
- 1982 - M*A*S*H como Major Lawrence Weems.
- 1977 - Baretta – episódio - It Goes with the Job como Vic.
- 1976-1977 - Serpico – como Lt. Tom Sullivan
- 1975 - Hawaii Five-O – episódio - Sing a Song of Suspense como Koko Apaleka (como Tommy Atkins)